# Café Arco

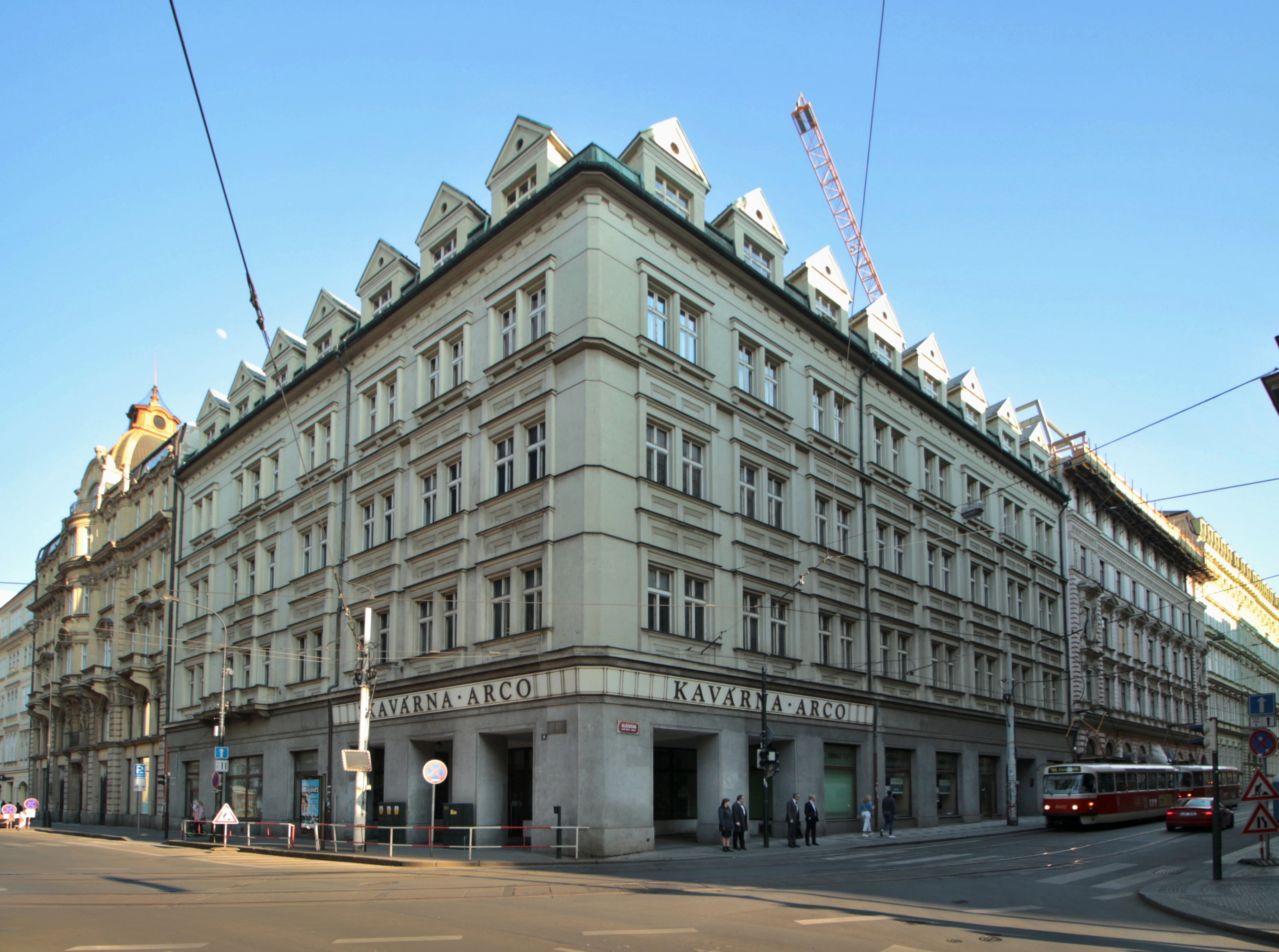
Die Kavárna Arco heute

Das Café Arco (tschechisch Kavárna Arco) war ein Kaffeehaus in der Prager Neustadt im Zentrum der tschechischen Hauptstadt, Dlážděná 6/Hybernská 16, Prag 1, neben dem Bahnhof Praha Masarykovo nádraží. Das am 7. September 1907 eröffnete Etablissement war zu Beginn des 20. Jahrhunderts ein Zentrum der Prager Kaffeehausliteratur und Treffpunkt des Prager Kreises.

## Geschichte

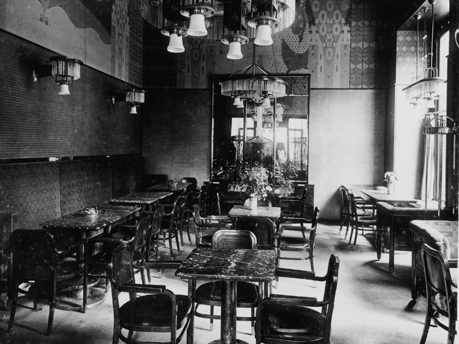
Blick ins Café Arco im Jahre 1907

Der Cafémeister Josef Suchánek eröffnete gegenüber dem Staatsbahnhof (heutiger Masaryk-Bahnhof) 1907 in dem durch den Architekten Jan Kotěra erbauten Gebäude ein Kaffeehaus nach dem Vorbild der großen Kaffeehäuser in Wien. Das Design mit einem Lese- und Billard-Saal und einer großen Auswahl an deutscher und tschechischer Literatur sowie ein zentraler runder Tisch, der zu Diskussionen und Autorenlesungen einlud, machten das Arco zu einem beliebten Treffpunkt.
Das Lesecafé erlebte seine beste Zeit, als der Prager Kreis sich hier traf. Zu den Besuchern gehörten Franz Kafka, Felix Weltsch, Oskar Baum, Willy Haas, Egon Erwin Kisch, Franz Werfel, Ernst Polak, Paul Kornfeld oder František Langer, von Karl Kraus als Arconauten bezeichnet. Johannes Urzidil verewigte das Arco in seiner Erzählung Nacht des Schreckens. Später gesellten sich die Schriftsteller Max Brod, Anton Kuh, Else Lasker-Schüler, Kurt Tucholsky und Ernst Weiß dazu. Nicht nur Schriftsteller kamen. Während sich im Café Union die Tschechen und Jungtschechen einfanden, versammelte sich im Arco die deutsche und jüdische Intelligenz, aber allem Tschechischen gegenüber interessiert und sehr oft zweisprachig.
Der Maler Egon Adler, der Zeichner Alfred Kubin und der Psychoanalytiker Otto Gross, dessen Nachstellungen durch seinen Vater für Aufmerksamkeit sorgten, verkehrten hier. Franz Kafkas Besuche sind ab 1908 belegt, doch war er nicht regelmäßig Gast. Er lernte aber an einem der Abende die Journalistin Milena Jesenská kennen, die seit 1918 mit Ernst Polak verheiratet war und anbot, Kafkas Schriften ins Tschechische übersetzen zu wollen. Jesenská schrieb: „Im Kaffeehaus wird geschrieben, korrigiert, geredet. Im Kaffeehaus spielen sich Familienszenen ab, im Kaffeehaus wird geweint und über das Leben und auf das Leben geschimpft. Im Kaffeehaus isst man auf Pump, im Kaffeehaus wird gelebt, gefaulenzt, die Zeit totgeschlagen.“
Einst bekannt als Hauptort der Prager deutsche Literatur, im Besonderen der jüdischen, verlor das Café Ende der 1920er Jahre seine Bedeutung.
Nach dem Ende des Zweiten Weltkrieges und dem Holocaust mit der Vernichtung der jüdischen Bevölkerung Prags, nach der Vertreibung der Deutschen und den Jahren des Kommunismus hatte das Arco seinen alten Charakter verloren. Peter Demetz schreibt zu seiner Rückkehr nach Prag: „Das neue Pikareske war eher kleinbürgerlich, und das Gestühl Prager Café-Einheitsmöbel aus dem dritten Fünfjahresplan. Pensionisten und Liebespaare, die auf die Züge in die Provinz warten, tranken ‚Red River‘, das lokalböhmische Tonic water.“ Das Arco war länger ganz geschlossen, vorübergehend eine unauffällige Offizierskantine und ist heute ein Selbstbedienungsrestaurant.